# Frank Kudelka
Para el director técnico argentino, véase Frank Darío Kudelka
Frank Carl Kudelka (San Francisco, California, 25 de junio de 1925 - 4 de mayo de 1993, ib.) fue un jugador de baloncesto estadounidense que disputó cuatro temporadas en la NBA. Con 1,88 metros de estatura, jugaba en la posición de escolta.

## Trayectoria deportiva

### Universidad
Jugó durante tres temporadas con los Gaels del Saint Mary's College de California, siendo el máximo anotador del equipo en todas ellas, promediando al final 18,1 puntos por partido.

### Profesional
Comenzó su andadura profesional con los Chicago Stags, que lo ficharon en 1949, donde jugó una temporada en la que promedió 6,7 puntos y 2,0 asistencias por partido. Al año siguiente fichó por los Washington Capitols, pero tras quebrar la franquicia mediada la temporada, fue elegido en el draft de dispersión por los Boston Celtics, promediando en total ese año 7,1 puntos y 2,5 rebotes por partido.
En 1951 fue traspasado a los Baltimore Bullets a cambio de los derechos sobre Bob Brannum, donde, jugando como sexto hombre, promedió 9,3 puntos y 4,2 rebotes por partido. Al año siguiente fue traspasado a los Philadelphia Warriors, donde jugaría su última temporada como profesional.

## Estadísticas de su carrera en la NBA

### Temporada regular
| Temporada | Edad | Equipo                | Liga | P   | TIT | MIN  | TC  | TCA | %TC  | 3P | 3PA | %3P | TL  | TLA | %TL  | R.OF. | R.DEF. | REB | ASIS | ROB | TAP | PER | FP  | PTS |
| 1949-50   | 24   | Chicago Stags         | NBA  | 65  |     |      | 2.6 | 8.1 | .326 |    |     |     | 1.4 | 2.2 | .636 |       |        |     | 2.0  |     |     |     | 3.0 | 6.7 |
| 1950-51   | 25   | TOTAL                 | NBA  | 62  |     |      | 2.9 | 8.4 | .346 |    |     |     | 1.3 | 1.9 | .697 |       |        | 2.5 | 1.7  |     |     |     | 3.4 | 7.1 |
| 1950-51   | 25   | Washington Capitols   | NBA  | 35  |     |      |     |     |      |    |     |     |     |     |      |       |        |     |      |     |     |     |     |     |
| 1950-51   | 25   | Boston Celtics        | NBA  | 27  |     |      |     |     |      |    |     |     |     |     |      |       |        |     |      |     |     |     |     |     |
| 1951-52   | 26   | Baltimore Bullets     | NBA  | 65  |     | 24.4 | 3.1 | 9.4 | .332 |    |     |     | 3.0 | 4.0 | .767 |       |        | 4.2 | 2.8  |     |     |     | 3.4 | 9.3 |
| 1952-53   | 27   | Philadelphia Warriors | NBA  | 36  |     | 15.8 | 1.6 | 5.4 | .306 |    |     |     | 1.2 | 1.9 | .647 |       |        | 2.4 | 1.9  |     |     |     | 3.0 | 4.5 |
| Total     |      |                       | NBA  | 228 |     | 21.3 | 2.7 | 8.1 | .331 |    |     |     | 1.8 | 2.6 | .708 |       |        | 3.2 | 2.1  |     |     |     | 3.2 | 7.2 |

### Playoffs
| Temporada | Edad | Equipo         | Liga | P | MIN | TCA | TC | 3PA | 3P | TLA | TL | R.OF. | REB | ASIS | ROB | TAP | PER | FP | PTS | %TC  | %3P | %FT  | MIN | PTS | REB | AST |
| 1949-50   | 24   | Chicago Stags  | NBA  | 2 |     | 2   | 10 |     |    | 1   | 2  |       |     | 4    |     |     |     | 4  | 5   | .200 |     | .500 |     | 2.5 |     | 2.0 |
| 1950-51   | 25   | Boston Celtics | NBA  | 1 |     | 2   | 4  |     |    | 0   | 3  |       | 5   | 2    |     |     |     | 3  | 4   | .500 |     | .000 |     | 4.0 | 5.0 | 2.0 |
| Total     |      |                | NBA  | 3 |     | 4   | 14 |     |    | 1   | 5  |       | 5   | 6    |     |     |     | 7  | 9   | .286 |     | .200 |     | 3.0 | 5.0 | 2.0 |